# Proanoplomus
Proanoplomus es un género de insecto de la familia Tephritidae del orden Diptera.

## Especies
- Proanoplomus affinis Chen, 1948
- Proanoplomus arcus Ito, 1949
- Proanoplomus caudatus Zia, 1964
- Proanoplomus cylindricus Chen, 1948
- Proanoplomus formosanus Shiraki, 1933
- Proanoplomus intermedius Chen, 1948
- Proanoplomus japonicus Shiraki, 1933
- Proanoplomus longimaculatus Hardy, 1973
- Proanoplomus nigroscutellatus Zia, 1964
- Proanoplomus nitidus Hardy, 1973
- Proanoplomus omeiensis Zia, 1964
- Proanoplomus spenceri Hardy, 1973
- Proanoplomus vittatus Hardy, 1973
- Proanoplomus yunnanensis Zia, 1964
- Proanoplomus tenompokensis Hancock, 2008